# Asep Mulyana
Asep Mulyana hay thỉnh thoảng gọi Ato (sinh ngày 7 tháng 10 năm 1989) là một cầu thủ bóng đá người Indonesia hiện tại thi đấu cho PSGC Ciamis.

## Sự nghiệp
Vào tháng 1 năm 2015, anh ký hợp đồng với PSGC.